# Kenzō (japanski car)
Yūryaku (jap.顕宗天皇, けんぞうてんのう, Kenzō-tennō, Genso-tennō), (39. godina cara Ingyōa/440. – 25. dan 4. mjeseca 3. godine cara Kenzōa /487.). Bio je 23. japanski car  prema tradicijskom brojanju.
Ne može se neki točni nadnevak pridijeliti njegovom vladanju, a konvencijski se uzima da je vladao od 485. do 487. godine., a prema japanskim izvorima, od 1. dana 1. mjeseca 1. godine cara Kenzōa do 25. dana 4. mjeseca 3. godine cara Kenzōa.
Kenzōv ondašnji naslov izgleda da nije bio tennō, jer većina povjesničara smatra da taj naslov nije uveden sve do vladavina cara Tenmua i carice Jitō. Vjerojatnije je da je bio Sumeramikoto ili Amenoshita Shiroshimesu Ōkimi (治天下大王), što u prijevodu na hrvatski znači "veliki kralj koji vlada pod nebesima." Kao drugi mogući naslov kojim ga se oslovljavalo jest "Veliki kralj Yamatoa." ((ヤマト大王/大君 - Yamato ōkimi).
Glavni mu je grad bio Chikatsu Asuka no Yatsuri no Miya (近飛鳥八釣宮||ちかつあすかのやつりのみや u pokrajini Yamatou. Za palaču se vjeruje da se nalazila u današnjim prefekturama Ōsaki ili Nari.
Murray je zabilježio da jedini događaj ili glavna posljedica Kenzōve vladavine je u svezi sa sinovljevom poštovanju koje je Kenzō iskazao prema ubijenom ocu. Priredio je da se očevi posmrtni ostatci uzmu i smjeste u mauzeolej prikladana za careva sina i oca.
Kraljević Oka koji je poslije postao car Kenzō prema pričama je bio unuk cara Richūa i sin Ichinobe-no Oshiwe. Vjerojatno je bio vrlo mlad kad je car Yūryaku odapeo strelicu koja je ubila Kenzova oca, a to je bilo za jednog lova. Zbog ovog su kraljević Oke i njegov stariji brat kraljević Ōka bježali za spasiti goli život. Utočište su našli u Akashiju u provinciji Harimi, gdje su se skrivali živeći u sjeni. Povijesna vrela iz tog vremena bilježe da su dva brata pokušavala utopiti se u ovu ruralnu zajednicu izgledajući kao obični pastiri.
Govori se da je kraljević Harime slučajno došao u Akashi i u to je vrijeme kraljević Ōka otkrio svoj pravi identitet. Ovaj je posrednik ponovo vratio izgubljene rođake caru Seineiju, koji je u međuvremenu uspeo se na prijestolje nakon smrti svog oca, bivšeg cara Yūryakua. Seinei je pozvao oba brata neka se vrate na dvor, te ih prihvatio kao sinove i nasljednike.
Kad je Seinei umro, nije imao drugih nasljednika do kraljeviće Ōkua i Okua, čijeg je oca ubio Yūraku. U ovome je trenutku Oka htio da mu stariji brat postane car, ali je Ōke odbio. Dvojica se nisu mogla dogovoriti. Visoki dostojanstvenici s dvora inzistirali su da jedan od braće prihvati prijestolje. Na kraju je Ōka bio nepopustljiviji. Oka je prihvatio prijestolje i naposljetku je Kenzō proglašen kao novi car, što je dalo odahnuti svim ljudima koji su izdržali to vrijeme neizvjesnosti.
Kenzō je umro u dobi od 38 godina. Vladao je samo tri godine. Nije imao nasljednika, pa ga je na prijestolju naslijedio brat.
Pravo mjesto Kenzōva groba nije poznato. Tradicijski ga se štuje u šintoističkom spomen-svetištu (misasagiju) kod Osake.
Uprava japanskog carskog dvora ovu lokaciju drži za Kenzōv mauzolej. Formalno je poznat kao Kataoka no Iwatsuki no oka no kita no misasagi.
Prvi prikaz Kenzove vladavine koje su vidjeli zapadnjaci je u Nihon ōdai ichiranu iz 1834. godine.

## Vanjske poveznice
- Prijevod Nihon Shokija na engleski  Arhivirana inačica izvorne stranice od 21. prosinca 2014. (Wayback Machine) - *15. svitak - carevi Seinei, Kenzō i Ninken  Arhivirana inačica izvorne stranice od 27. listopada 2014. (Wayback Machine)